# Vrubounovití
Vrubounovití (Scarabaeidae) jsou čeleď brouků, která v současnosti zahrnuje přes 30 000 druhů z celého světa. Výrazně se rozšířili v období druhohor, a to možná v souvislosti s živením se na trusu dinosaurů a dalších tehdejších terestrických plazů.

## Charakteristika
Vrubouni jsou zavalití brouci, často světlých kovových barev, velcí 5–60 mm. Mají charakteristická paličkovitá tykadla, složená z destiček (lamel), které mohou být stlačeny do koule nebo rozloženy jako vějíř, aby zachytily pachy. Přední nohy jsou široké a přizpůsobeny k hrabání.
Larvám tvaru písmene C se říká ponravy (jsou světle žluté nebo bílé). Dospělí jedinci jsou aktivní převážně v noci, výjimkou jsou zlatohlávci (Cetoniinae) a mnozí listokazi (Rutelinae), kteří jsou aktivní ve dne. Ponravy žijí pod zemí nebo v detritu, takže nejsou vystaveny slunečnímu světlu. Mnozí vrubouni jsou čističi, kteří likvidují a recyklují hnůj, zdechliny, nebo hnijící rostliny, některé druhy vrubounů jsou však považovány za škodlivé.
Ve starověkém Egyptě byli vrubouni uctíváni jako nedotknutelní. Nejznámějšími brouky z čeledi Vrubounovití jsou hnojníci, chrousti, zlatohlávci, nosorožíci, herkulové a goliášové.

## Zajímavosti
Do této skupiny patří i extrémně silní brouci, schopní uzvednout nebo utáhnout břemeno o stonásobcích jejich vlastní tělesné hmotnosti.

## Obrázky

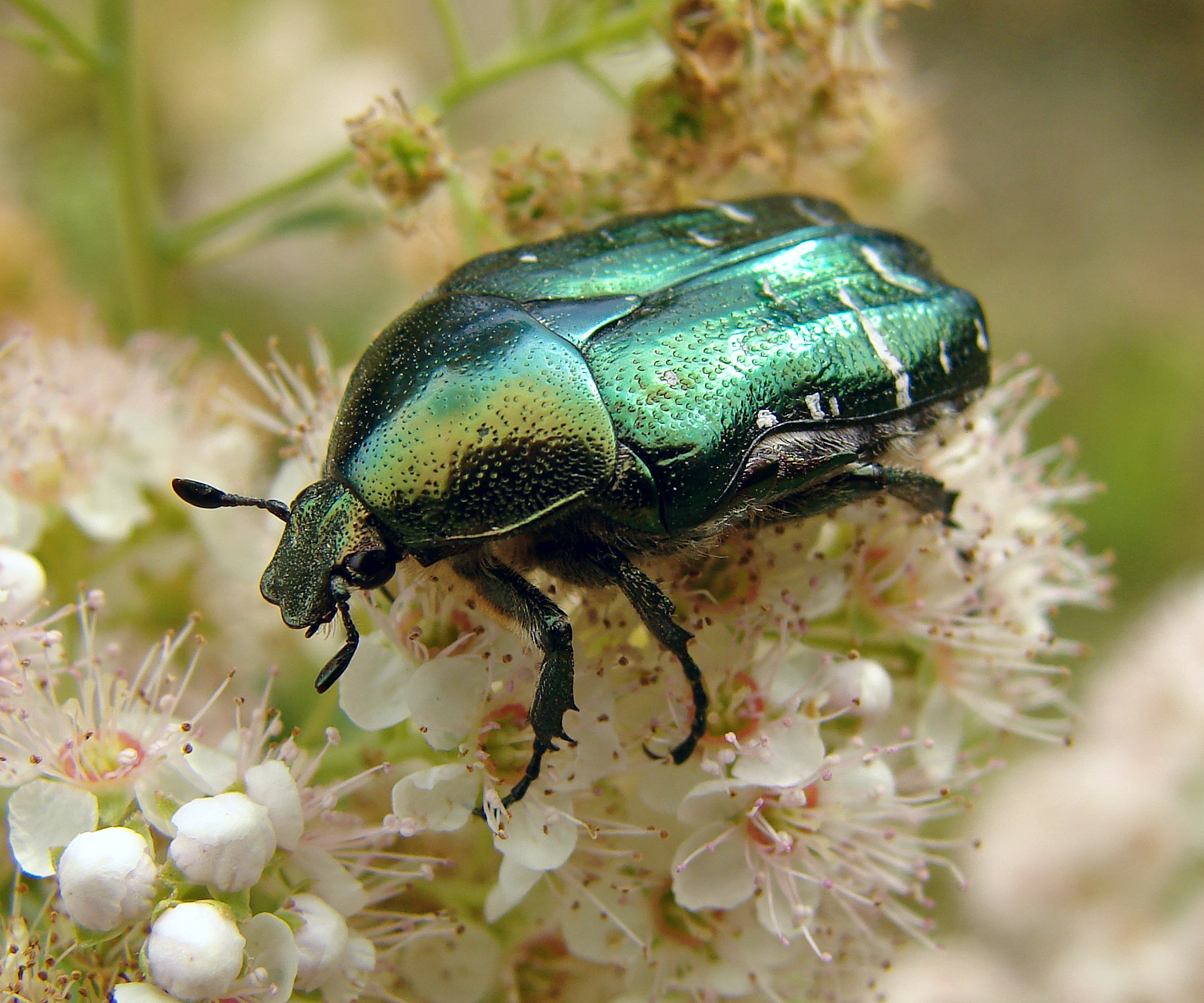
Zlatohlávek zlatý (Cetonia aurata)
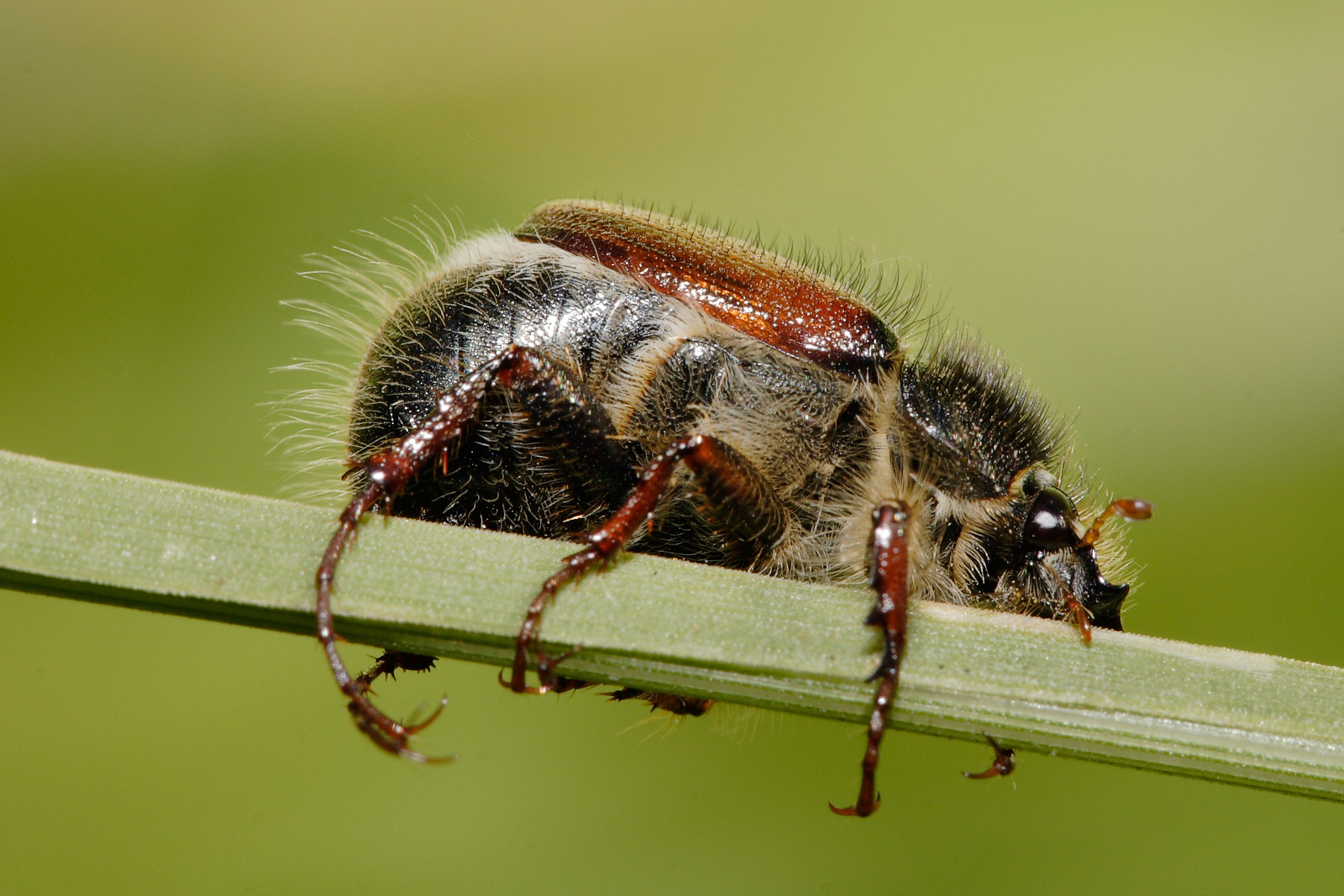
Brouk rodu Liparetrus, podčeledi Melolonthinae
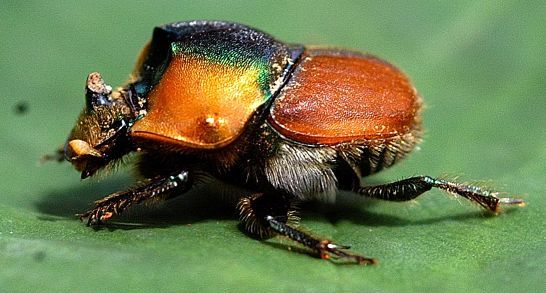
Brouk rodu Onthophagus, podčeledi Scarabaeinae
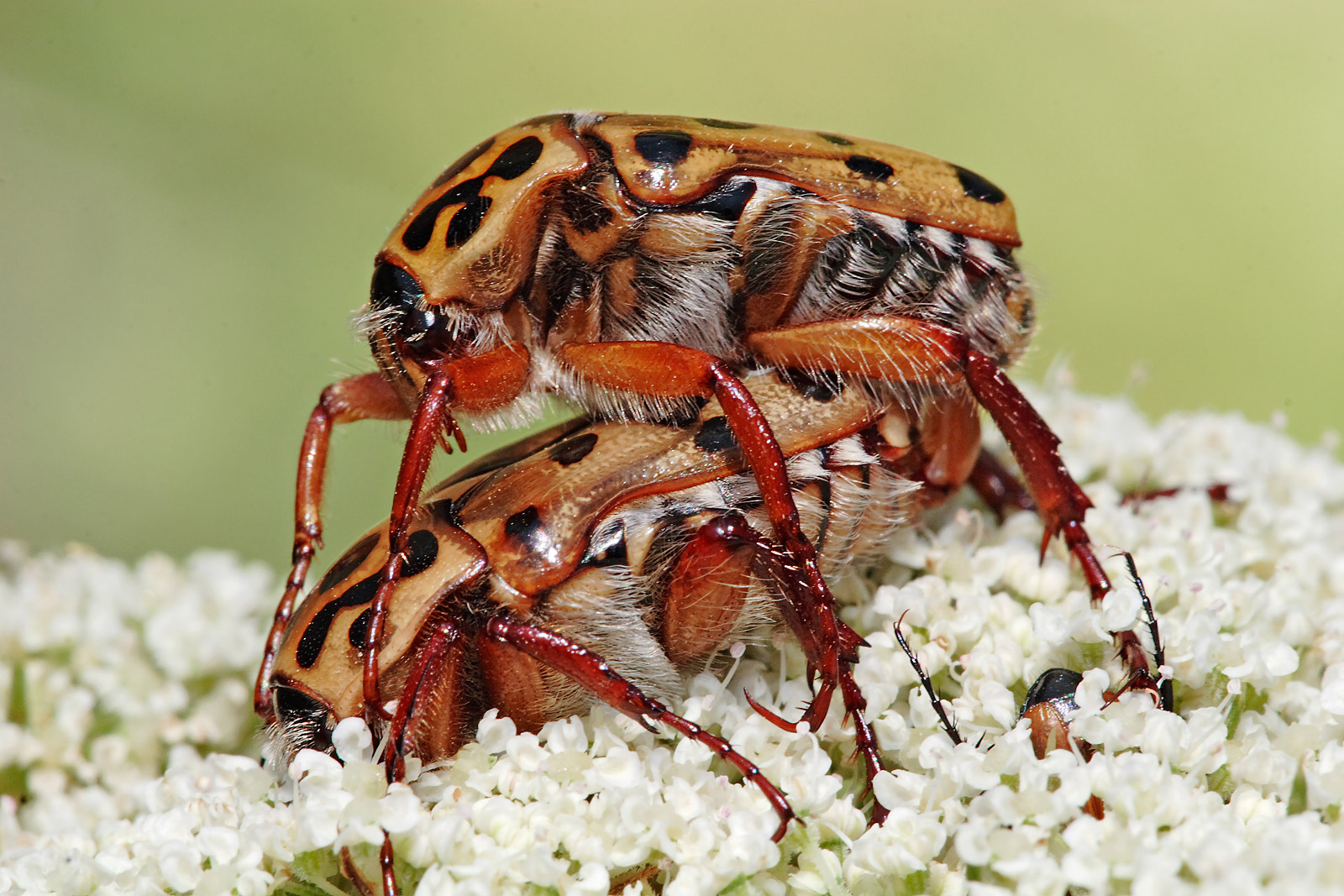
zlatohlávci Polystigma punctatum
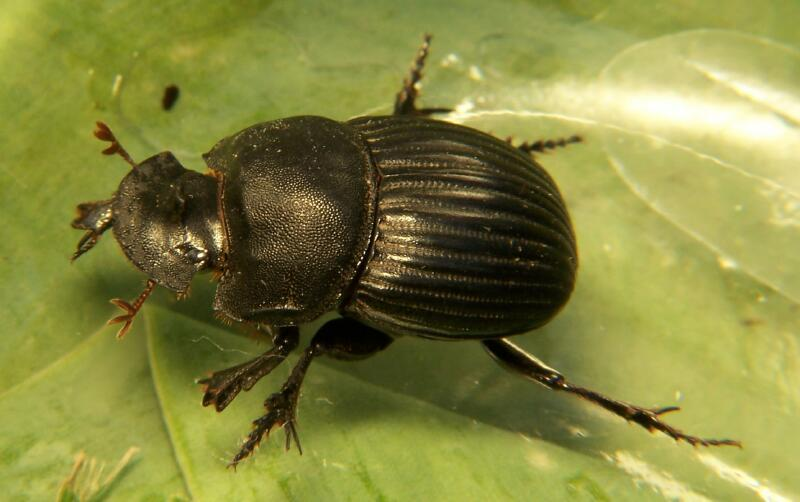
Copris fricator
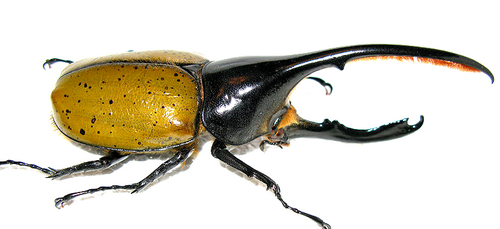
Herkules antilský (Dynastes hercules)